# Igreja de São Tiago de Valadares
A Igreja de São Tiago de Valadares é uma igreja românica situada em Valadares, no município de Baião, em Portugal. Em 2012 foi classificada como monumento de interesse público e está integrada na Rota do Românico.